# Episodi di Prime Suspect (serie televisiva 1991)
La serie televisiva britannica Prime Suspect è composta da 14 episodi andati in onda sul canale ITV nell'arco di sette stagioni, dal 7 aprile 1991 al 22 ottobre 2006.
In Italia è stata trasmessa dal canale satellitare Hallmark Channel a partire dal 13 febbraio 2007, mentre in chiaro sono andati in onda solo gli ultimi due episodi il 21 e il 28 luglio 2007 su Rai 3.
| nº | Titolo originale                          | Titolo italiano                         | Prima TV Regno Unito | Prima TV Italia  |
| -- | ----------------------------------------- | --------------------------------------- | -------------------- | ---------------- |
| 1  | Prime Suspect, Part 1                     | La firma dell'assassino (prima parte)   | 7 aprile 1991        | 13 febbraio 2007 |
| 2  | Prime Suspect, Part 2                     | La firma dell'assassino (seconda parte) | 8 aprile 1991        |                  |
| 3  | Prime Suspect 2, Part 1                   | L'ombra del pregiudizio (prima parte)   | 15 dicembre 1992     |                  |
| 4  | Prime Suspect 2, Part 2                   | L'ombra del pregiudizio (seconda parte) | 16 dicembre 1992     |                  |
| 5  | Prime Suspect 3, Part 1                   | Abusi sessuali (prima parte)            | 19 dicembre 1993     |                  |
| 6  | Prime Suspect 3, Part 2                   | Abusi sessuali (seconda parte)          | 20 dicembre 1993     |                  |
| 7  | Prime Suspect 4: The Lost Child           | La bambina scomparsa                    | 30 aprile 1995       |                  |
| 8  | Prime Suspect 4: Inner Circles            | Omicidio di classe                      | 7 maggio 1995        |                  |
| 9  | Prime Suspect 4: Scent of Darkness        | Il profumo delle tenebre                | 15 maggio 1995       |                  |
| 10 | Prime Suspect 5: Errors of Judgement      | Caccia all'uomo (prima parte)           | 20 ottobre 1996      |                  |
| 10 | Prime Suspect 5: Errors of Judgement      | Caccia all'uomo (seconda parte)         | 20 ottobre 1996      |                  |
| 11 | Prime Suspect 6: The Last Witness, Part 1 | L'ultimo testimone (prima parte)        | 9 novembre 2003      |                  |
| 12 | Prime Suspect 6: The Last Witness, Part 2 | L'ultimo testimone (seconda parte)      | 10 novembre 2003     |                  |
| 13 | Prime Suspect: The Final Act, Part 1      | Atto finale (prima parte)               | 15 ottobre 2006      |                  |
| 14 | Prime Suspect: The Final Act, Part 2      | Atto finale (seconda parte)             | 22 ottobre 2006      | marzo 2007       |